# 新蜀報舊址
新蜀報舊址位於重慶市市中區白象街115號，文物遺址年代為1921年，1987年1月23日列為重慶市第二批市級文物保護單位初定名單。1992年3月19日列為重慶市第二批市級文物保護單位。20世纪末被拆除。